# Bonnie (Virginia Occidental)
Bonnie es un área no incorporada ubicada dentro del Distrito Norte, una división civil menor del condado de Braxton, Virginia Occidental, Estados Unidos. Está catalogada como un asentamiento humano por la Junta de Nombres Geográficos de los Estados Unidos.
El número de identificación (ID) asignado por el Servicio Geológico de Estados Unidos es 1549603.

## Geografía
Se encuentra a una altitud de 283 m s. n. m. (928 pies) según el conjunto de datos de elevación nacional.